# Reakcja „szczekającego psa”

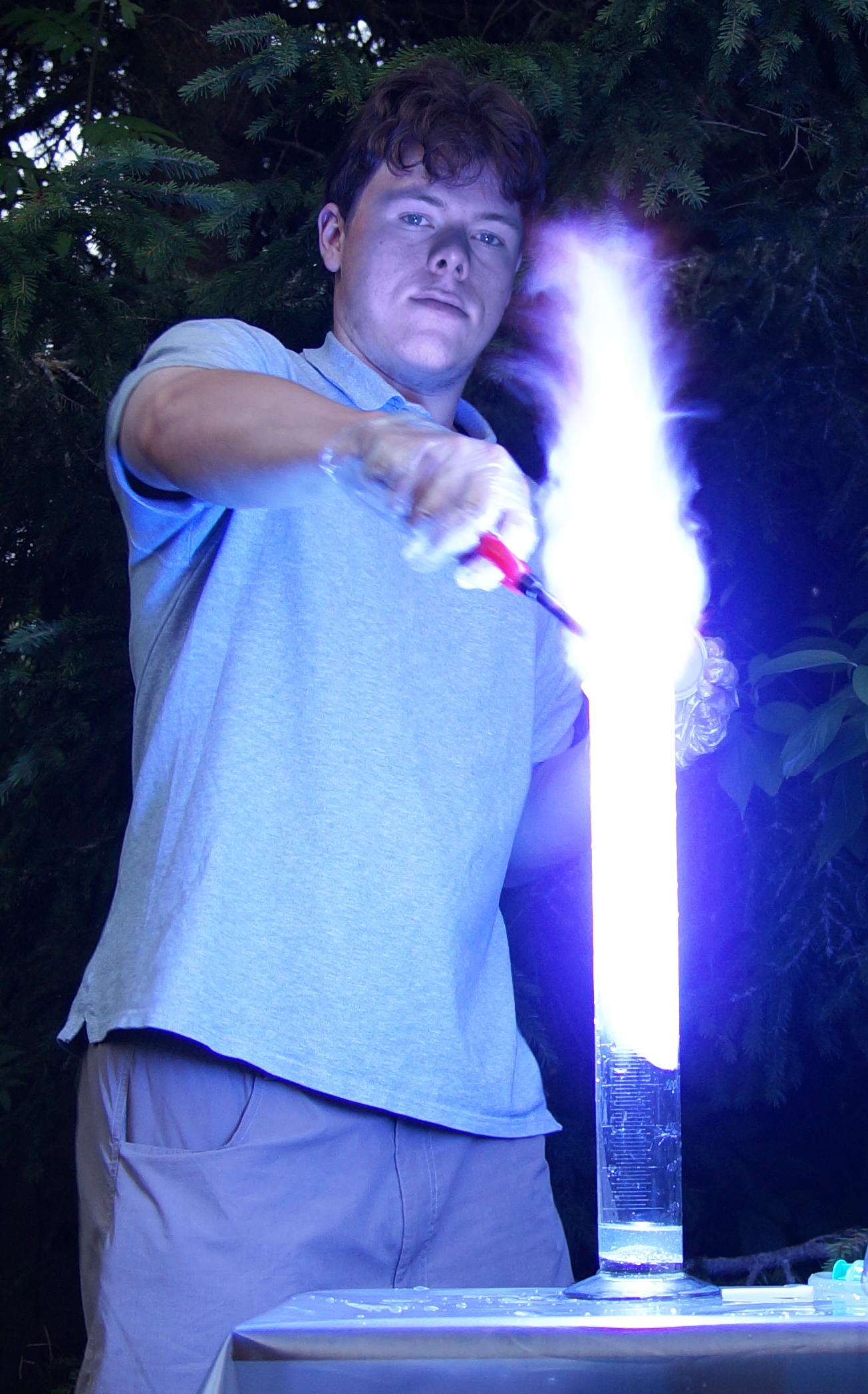
Prezentacja reakcji w cylindrze miarowym

Reakcja „szczekającego psa” – reakcja chemiczna między dwusiarczkiem węgla (CS2) i tlenkiem azotu(II) (NO) lub podtlenkiem azotu (N2O). Reakcja zawdzięcza swoją nazwę temu, że przeprowadzona w odpowiednich warunkach generuje dźwięk podobny do szczekania psa.
Chemicznie jest to silnie egzotermiczna i gwałtownie przebiegająca reakcja spalania, w której rolę paliwa odgrywa dwusiarczek węgla, a rolę utleniacza – tlenek(II) lub podtlenek azotu. Jej produktami są: azot, dwutlenek węgla, dwutlenek siarki i/lub siarka rombowa. Reakcja przebiega prawdopodobnie według schematu:
4 NO + CS2 → 2 N2 + CO2 + SO2 + S (spalanie niecałkowite)
6 NO + CS2 → 3 N2 + CO2 + 2 SO2 (spalanie całkowite)
w przypadku tlenku diazotu:
2 N2O + CS2 → 2 N2 + CO2 + 1/4 S8 (spalanie niecałkowite)
Gdy przeprowadza się ją w długiej zamkniętej rurze szklanej o odpowiedniej średnicy i inicjuje z jednego końca przy pomocy palnika lub iskry elektrycznej, w rurze tej wytwarza się fala uderzeniowa składająca się z reagujących ze sobą substratów. Fala ta powoduje kompresję gazów po drugiej stronie rury, co skutkuje po chwili ich eksplozją w tej części rury i odwróceniem kierunku fali uderzeniowej. Dzięki temu z rury wydobywa się dźwięk przypominający szczekanie psa. Dodatkowo reakcja wywołuje efekty luminescencyjne – rura rozbłyskuje bardzo jasnym, niebieskim światłem.
Zanim odkryto toksyczne własności dwusiarczku węgla, reakcja ta była często wykorzystywana na pokazach chemicznych dla studentów i pasjonatów chemii. Reakcja ta była znana już w 1853, kiedy to Justus von Liebig zaprezentował ją na wykładzie inauguracyjnym dla swoich studentów. Pokaz ten zrobił tak duże wrażenie na widzach, że Liebig został poproszony o powtórzenie go dla publiczności ogólnej. Podczas drugiej prezentacji doszło jednak do eksplozji, prawdopodobnie na skutek zanieczyszczenia wnętrza rury powietrzem. Wybuch poranił królową Bawarii Teresę Sachsen-Hildburghausen i jej syna księcia Luitpolda.
Reakcję tę wykorzystywano przez pewien czas do wykonywania zdjęć w ciemności, zanim nie opracowano prostszego i bezpieczniejszego systemu lamp błyskowych opartych na magnezji.